# Neussargues-en-Pinatelle
Neussargues-en-Pinatelle es una comuna nueva francesa situada en el departamento de Cantal, de la región de Auvernia-Ródano-Alpes.

## Historia
Fue creada el 1 de diciembre de 2016, en aplicación de una resolución del prefecto de Cantal de 21 de septiembre de 2016 con la unión de las comunas de Celles, Chalinargues, Chavagnac, Neussargues-Moissac y Sainte-Anastasie, pasando a estar el ayuntamiento en la antigua comuna de Neussargues-Moissac.

## Demografía
| Gráfica de evolución demográfica de Neussargues-en-Pinatelle entre 1800 y 2013 |
|                                                                                |

Los datos entre 1800 y 2013 son el resultado de sumar los parciales de las cinco comunas que forman la nueva comuna de Neussargues-en-Pinatelle, cuyos datos se han cogido de 1800 a 1999, para las comunas de Celles, Chalinargues, Chavagnac, Neussargues-Moissac y Sainte-Anastasie de la página francesa EHESS/Cassini. Los demás datos se han cogido de la página del INSEE.

## Composición
| Comuna delegada     | Código INSEE | Población (2013) | Superficie (km²) | Densidad (hab./km²) |
| ------------------- | ------------ | ---------------- | ---------------- | ------------------- |
| Celles              | 15031        | 217              | 18.35            | 12                  |
| Chalinargues        | 15035        | 427              | 27.55            | 15                  |
| Chavagnac           | 15047        | 108              | 16.58            | 6                   |
| Neussargues-Moissac | 15141        | 996              | 13.62            | 73                  |
| Sainte-Anastasie    | 15171        | 141              | 15.88            | 9                   |